# Faeculoides plumbifusa
Faeculoides cây mậnbifusa là một loài bướm đêm thuộc họ Erebidae. Nó được tìm thấy ở vùng núi của central Sri Lanka.
Con trưởng thành bay vào tháng 9.
Sải cánh dài khoảng 11 mm. 